# Nachal Kisch
Nachal Kisch (hebrejsky: נחל קיש, vyslovováno „Nachal Kiš“) je vádí v Dolní Galileji, v severním Izraeli.
Začíná v nadmořské výšce téměř 300 metrů na jihozápadních svazích hřbetu Har Javne'el. Směřuje pak k jihozápadu mělkým, odlesněným údolím, jehož okolí je zemědělsky využíváno. Z východu míjí obec Kfar Kisch. Jižně od ní ústí zleva do vádí Nachal Tavor.